# Пигосси, Марко
Ма́рко Фа́био Мальдона́до Пиго́сси (порт.-браз. Marco Fábio Maldonado Pigossi; род. 1 февраля 1989, Сан-Паулу) — бразильский актёр и продюсер.

## Биография
Родился 1 февраля 1989 в городе Сан-Паулу.
Его карьера началась на канале SBT в 2003 году, где он был отобран в актерский состав бразильской версии сериала «Мятежники». Марко воплотил роль Паулу Роберту. Версия вышла в сопровождении Крис Морены.

## Фильмография
| Год  | Название           | Персонаж       |
| ---- | ------------------ | -------------- |
| 2004 | Одно лишь сердце   | Драусиу        |
| 2007 | Вечная магия       | Мигел          |
| 2008 | Дорогие друзья     | Бруно          |
| 2009 | Лица и рты         | Кассиу         |
| 2010 | Ты, ты, ты         | Педро Спина    |
| 2011 | Изысканная гравюра | Рафаэл         |
| 2012 | Габриэла           | Жувенал        |
| 2013 | Хорошая кровь      | Бенто де Жезус |
| 2014 | Буги Вуги          | Рафаэл         |
| 2015 | Правила игры       | Данте          |
| 2017 | Сила желания       | Zeca           |
| 2018 | Страна приливов    | Дилан          |
| 2021 | Невидимый город    | Эрик           |